# Ptyodactylus hasselquistii
Espèce
Synonymes
- Lacerta hasselquistii Donndorff, 1798
- Gecko ascalabotes Merrem, 1820
- Gecko lobatus Geoffroy, 1827
- Ptyodactylus lobatus (Geoffroy, 1827)

Ptyodactylus hasselquistii est une espèce de geckos de la famille des Phyllodactylidae.

## Répartition
Cette espèce se rencontre au Moyen-Orient et dans la moitié Nord de l'Afrique.

## Habitat
il vit dans des zones plutôt rocheuses.

Il lui arrive de fréquenter les habitations humaines, et on peut le trouver jusqu'à près de 2000 mètres d'altitude. Ces lézards recherchent des températures relativement élevées, de l'ordre de 30 à 34 °C.
Durant l'hiver où les températures chutent fortement cette espèce hiberne, bien qu'elle semble très résistante au froid, n'hésitant pas parfois à sortir dans la neige.

## Description

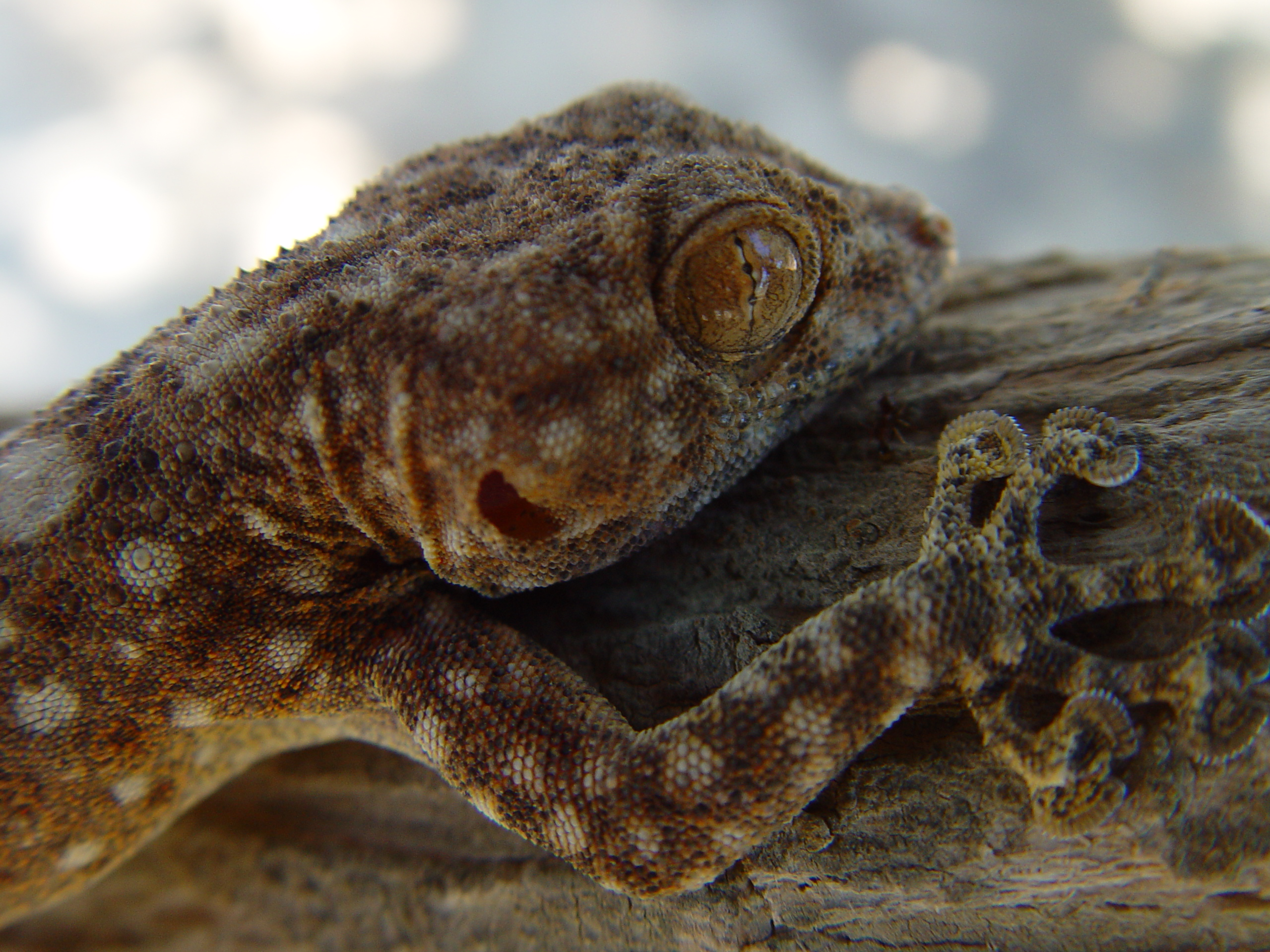
Ptyodactylus hasselquistii guttatus

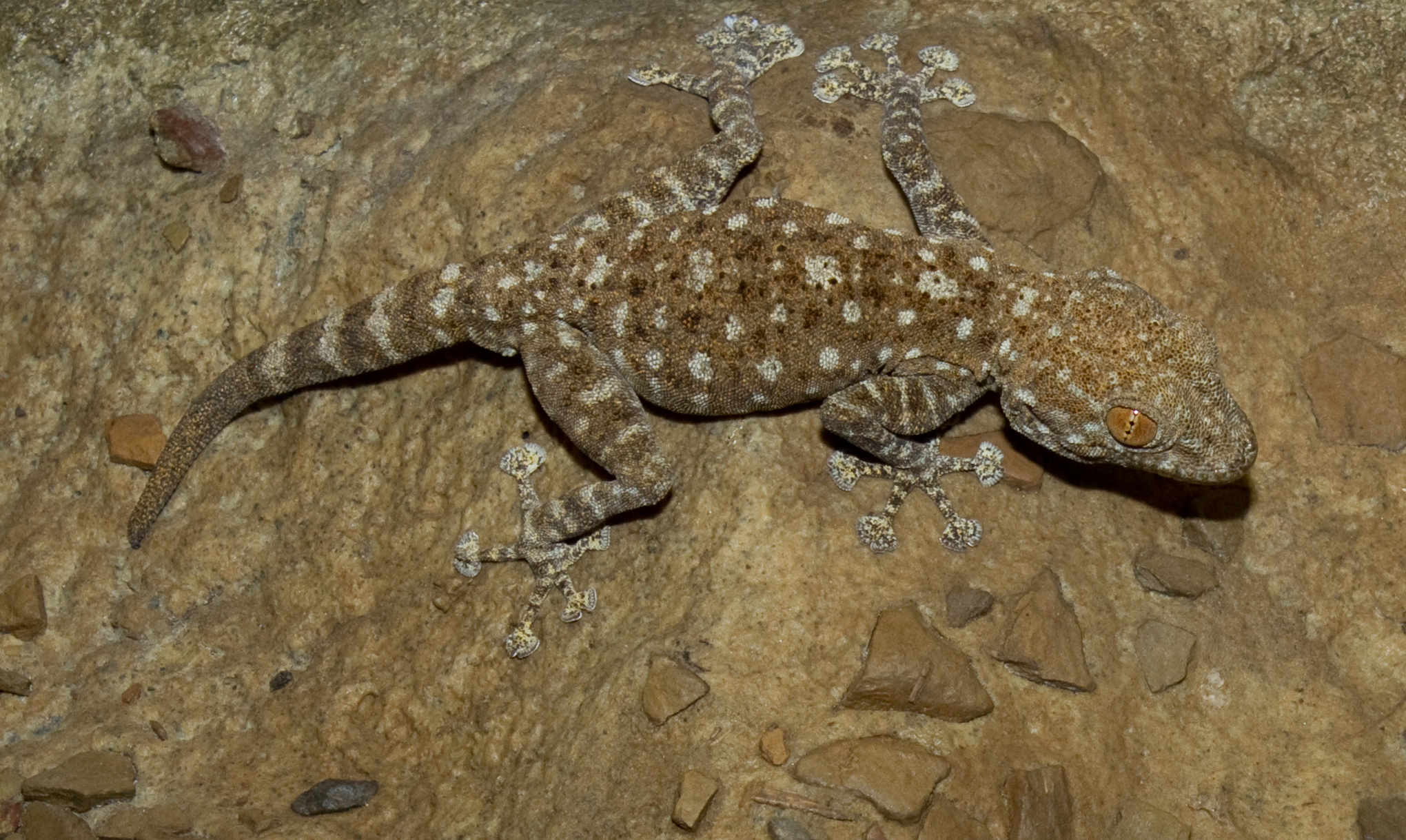

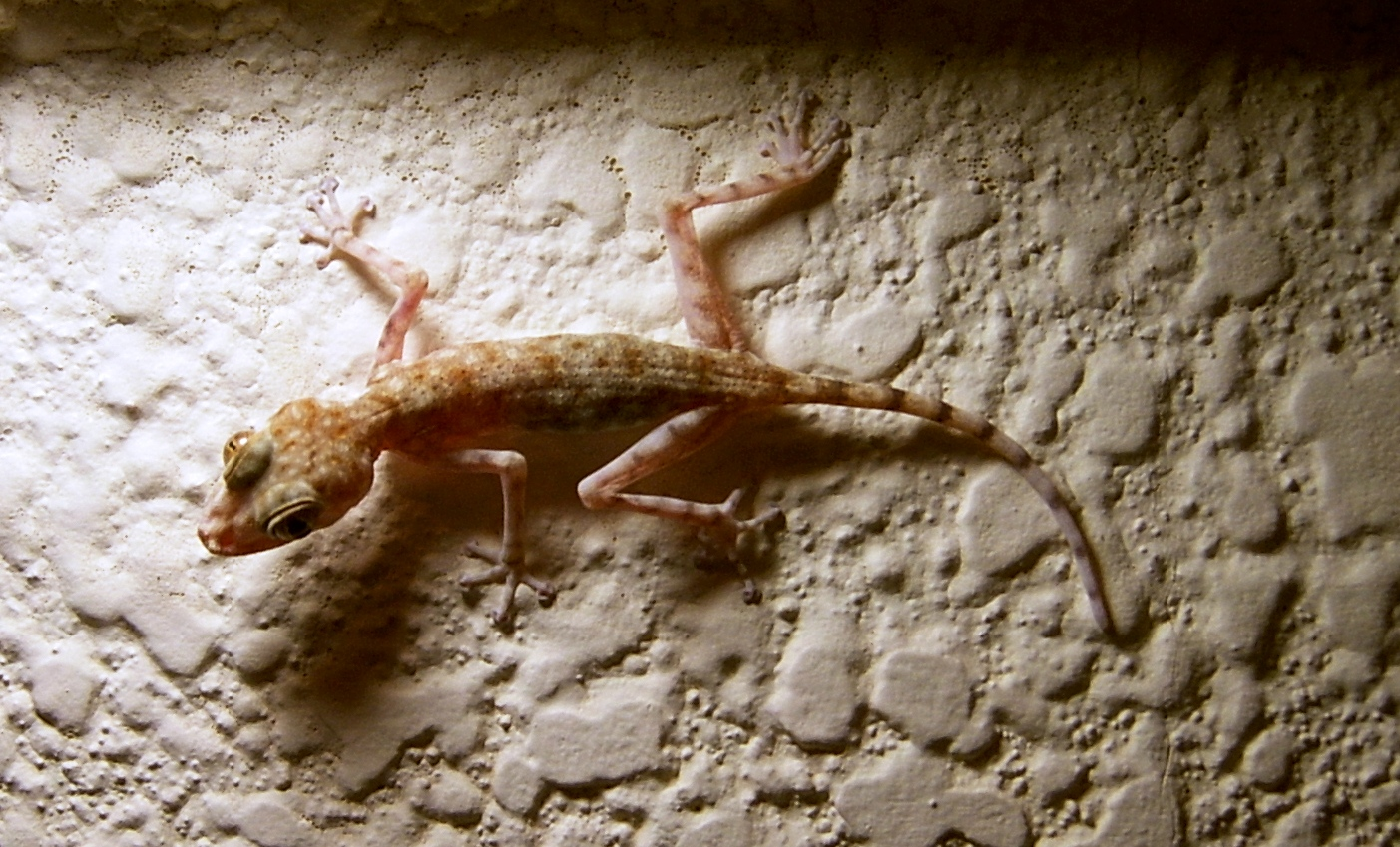

C'est un reptile au corps assez massif, aux pattes fines, avec une tête plutôt massive et de grands yeux orange-dorés. La queue est relativement fine et assez longue, atteignant le tiers de la longueur totale. Comme pour les autres Ptyodactylus les doigts sont fins mais très larges au bout (en "éventail"), et pourvus de petites griffes rétractiles.

Les couleurs vont du beige à l'orange, marbré. Selon les individus ceux-ci seront orange avec des taches beiges ou l'inverse, et certains sont plus ternes, quasiment sans orange (il existe une grande diversité dans la population).
Les mâles sont capables de vocaliser (un cri ressemblant un peu à un claquement), en général durant la période de reproduction.

## Comportement
Il est bon grimpeur, et parcourt les pierriers et rochers à la recherche de proies.

Les mâles sont territoriaux, mais de façon moins marquée que chez la plupart des autres geckos. Ceux-ci peuvent ainsi se tolérer s'il n'y a pas surpopulation. Cette trève cesse toutefois en période de reproduction.
Bien que nocturnes, ces animaux sortent fréquemment le jour, en particulier quand les températures sont fraiches (pour se chauffer au soleil).

## Dimorphisme sexuel
Les femelles sont généralement un peu plus terne. De plus les mâles présentent des pores préanaux, absents chez les femelles.

## Reproduction
La reproduction débute au retour des beaux jours, après la période de semi-hibernation de l'hiver.

## Pontes
Les femelles pondent quatre à cinq fois des séries de deux œufs entre la fin du printemps et l'été. Ces pontes sont espacées de deux à quatre semaines, et les œufs sont en général déposés sous des pierres ou dans des crevasses.

## Étymologie
Cette espèce est nommée en l'honneur de Fredric Hasselquist.

## Liste des sous-espèces
Selon The Reptile Database (14 février 2013) :
- Ptyodactylus hasselquistii krameri Werner, 1995
- Ptyodactylus hasselquistii hasselquistii (Donndorff, 1798)

## Publications originales
- Donndorff, 1798 : Zoologische Beyträge zur xiii. Ausgabe des Linnéischen Natursystems, vol. 3, Leipzig, Weidmannschen, p. 1-980.
- Werner, 1995 "1994" : Some unusual accidental herpetological finds from Cyprus and Lebanon, including a new Ptyodactylus (Reptilia: Gekkonidae). Fifth International Congress on Zoogeography and Ecology of Greece and Neighbouring Regions, Iraklion, Crete, Greece, April 16-20, 1990. Biologia Gallo-Hellenica, vol. 22, p. 67-76.